# Mads Kruse Andersen
Mads Christian Kruse Andersen (* 25. März 1978 in Nørre Alslev) ist ein ehemaliger dänischer Ruderer. Er war Olympiasieger im Leichtgewichts-Vierer ohne Steuermann.

## Sportliche Karriere
Andersen siegte bei den Junioren-Weltmeisterschaften 1996 im Doppelvierer. Bei den Weltmeisterschaften 2001 belegte er mit dem dänischen Leichtgewichts-Doppelvierer den fünften Platz. 2002 wechselte er in den Leichtgewichts-Achter, mit dem er bei den Weltmeisterschaften 2002 den vierten Platz erreichte. 2003 bildete er mit Bo Helleberg einen Leichtgewichts-Zweier, der im Ruder-Weltcup die Plätze eins und drei belegte. Bei den Weltmeisterschaften 2003 siegten die Dänen vor dem deutschen Zweier, bei den Weltmeisterschaften 2004 konnten sie erneut gewinnen, ihr Vorsprung auf den italienischen Zweier betrug drei Zehntelsekunden.
2005 ruderte Andersen im Leichtgewichts-Vierer, 2006 kehrte er in den Leichtgewichts-Achter zurück, mit dem er den vierten Platz bei den Weltmeisterschaften 2006 belegte. Bei den Weltmeisterschaften 2007 in München erreichte der dänische Vierer mit Bo Helleberg, Morten Jørgensen, Mads Kruse Andersen und Eskild Ebbesen den sechsten Platz. Im Weltcup 2008 trat der Vierer mit Thomas Ebert, Helleberg, Andersen und Ebbesen an und belegte in Luzern den zweiten Platz. Bei den Olympischen Spielen in Peking ruderte Jørgensen für Helleberg und in dieser Besetzung gewannen die Dänen den Titel vor den Polen und den Kanadiern.
Der 1,87 m große Mads Kruse Andersen trat für den Saxkjøbing Roklub an.